# Federația Interaliată a Foștilor Combatanți (FIDAC)
Federația Interaliată a Foștilor Combatanți (FIDAC) a fost înființată în noiembrie 1920 la Paris, din inițiativa unor veterani din Primul Război Mondial predominant pacifiști, ca Hubert Aubert, director în Uninunea Națională a Combatanților (UNC) din Franța și în special Charles Bertrand, secretar general al UNC și deputat în Parlamentul Franței. Aceștia au avut ideea de a grupa asociații înființate după terminarea Primului Război Mondial în diferitele țări aliate, într-o federație internațională, a cărei scop principal era să promoveze pacea, să consolideze spiritul de înfrățire inițiat pe câmpul de luptă și să ajute răniții din război, persoanele cu handicap, văduvele și orfanii de război, pe foștii combatanți și să comemoreze eroii căzuți în lupte. Charles Bertrand, secretar general și viitor președinte al UNC din Franța, a devenit astfel și primul președinte al FIDAC (1920–1924).

## Istoric
La congresul de constituire din 28 noiembrie 1920 s-au asociat la FIDAC asociații ale veteranilor din Franța (6 asociații, inclusiv UNC și UF), Belgia (FNC), Marea Britanie (British Empire Service League și apoi British Legion), SUA (American Legion), România (Uniunea Națională a Foștilor Luptători), Cehoslovacia (Asociația Druzina), Italia și Serbia. Ulterior s-au alăturat și asociații ale veteranilor din Polonia (în 1923) și Portugalia (în 1927).

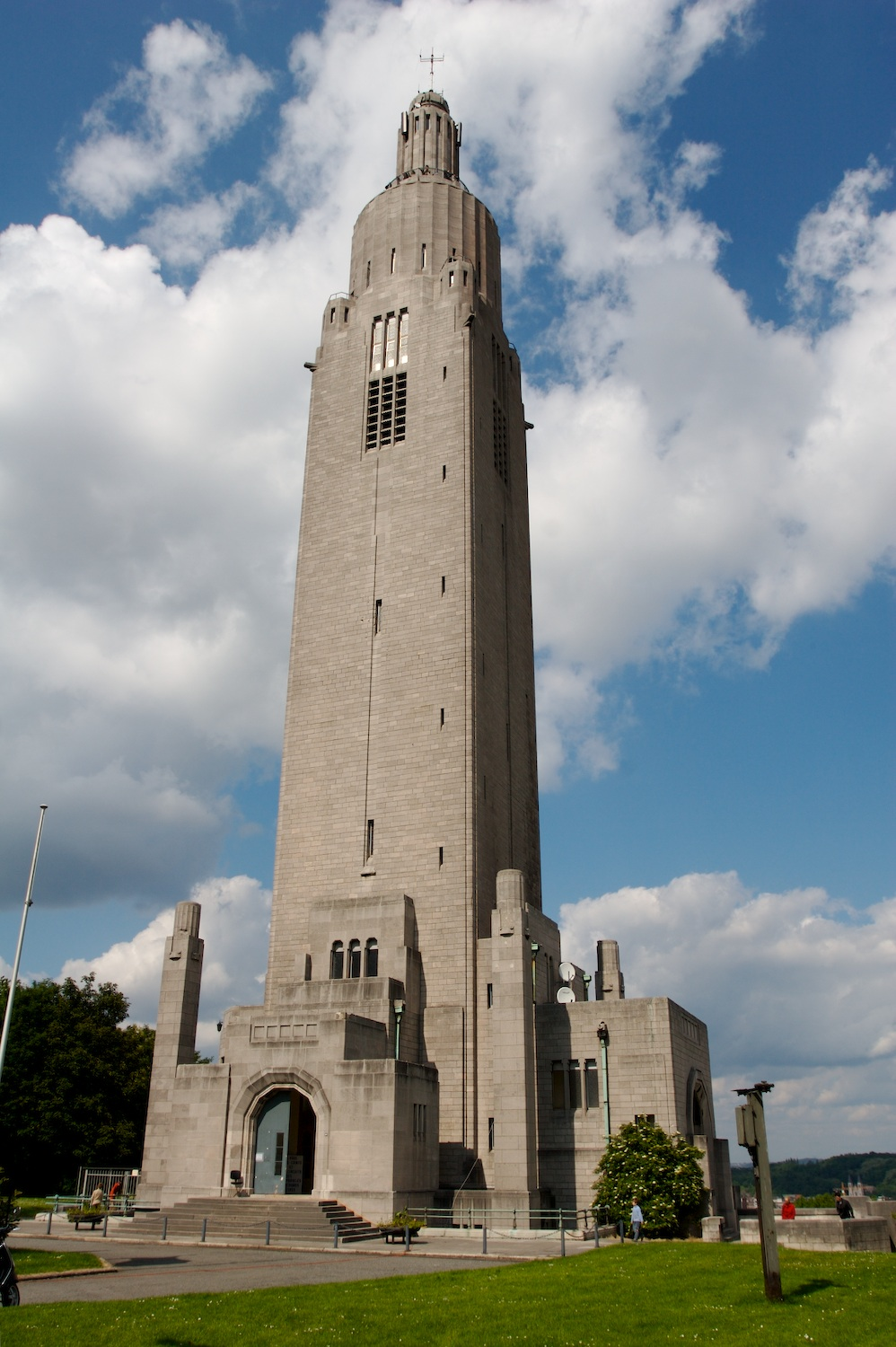
Turnul memorialului forțelor aliate din primul război mondial de la Liege-Cointe, Belgia

FIDAC a fost înființată pe principii de neutralitate politică și religioasă și a exclus de la început posibilitatea de aderare a asociațiilor din fostele țări inamice. Ulterior au existat propuneri ca federația să includă organizațiile foștilor combatanți din Germania, Austria, Bulgaria și din alte foste țări inamice. Propunerile au fost respinse deoarece aceasta ar fi însemnat nu doar schimbarea statutului, dar și a numelui FIDAC, care devenise deja un simbol al unității. În schimb s-a luat decizia de a se stabili contacte anuale cu asociațiile veteranilor de război din fostele țări inamice, de a se discuta cu ei probleme legate de pacea mondială și de a se creea un comitet permanent (CIP –  Comité International Permanent) reprezentând FIDAC și alte organizații ca CIAMAC (Conférence Internationale des Associations des Mutilés de guerre et Anciens Combattants) care să facă aranjamentele necesare stabilirii acestor contacte.
Activă între anii 1920 și 1940, această federație a inclus în 1925 o filială de femei, care a promovat corespondență și schimburi reciproce de elevi din țările aliate.
Prima președintă a filialei de femei, începând de la constituirea acesteia din 1925, a fost Augusta Spencer-Churchill (Warburton) din Marea Britanie, cunoscută ca Lady Edward Spencer-Churchill (după numele soțului, lordul Edward Spencer-Churchill). Ea a fost urmată la conducerea filialei de femei de alte personalități din epocă: în 1928 Adalin Wright Macauley (SUA), în 1929 prințesa Cantacuzino (Alexandrina Cantacuzino) din România, apoi prințesa Marie-Louise de Merode din Belgia, cunoscută ca prințesa Jean de Merode (după numele soțului), Mrs. Joseph H. Thomson (SUA) (1936–1937) și altele. Prințesa Alexandrina Cantacuzino din România, cea care a inițiat și promovat schimburile reciproce de elevi, vizând educarea tinerilor în spirit pacifist (program adoptat în cele din urmă la Congresul FIDAC din 1929), a fost realeasă președintă a filialei de femei în anul 1938.
FIDAC a organizat primul său congres de după constituire la Paris, în 1921, unde a fost lansată ideea de a ridica un monument al forțelor aliate. În 1925, la Congresul de la Roma, a fost ales ca loc al acestui memorial dealul Cointe din Liège, Belgia. Lucrările au început în 1928 și au fost finalizate în 1938. Memorialul este alcătuit din Biserica Sacré-Cœur ca o clădire religioasă și un turn ca monument civil. Memorialul civil cuprinde în incinta sa numeroase monumente oferite de către națiunile aliate: Franța, Italia, Marea Britanie, România, Grecia, Polonia, Rusia și Spania. Aceste monumente sunt situate atât în afară (pe esplanadă) cât și în interiorul turnului votiv.

## Congresele FIDAC
Congresele FIDAC ținute între anii 1920 și 1938 au fost:
- 1921 – Paris (Franța)
- 1922 – New Orleans (SUA)
- 1923 – Bruxelles (Belgia)
- 1924 – Londra (Marea Britanie)
- 1925 – Roma (Italia)

- 1926 – Varșovia (Polonia)
- 1927 – Londra (Marea Britanie)
- 1928 – București (România)
- 1929 – Belgrad (Iugoslavia)
- 1930 – Washington (SUA)
- 1931 – Praga (Cehoslovacia)
- 1932 – Lisabona (Portugalia)
- 1933 – Casablanca / Rabat (Maroc)
- 1934 – Londra (Marea Britanie)
- 1935 – Bruxelles (Belgia)
- 1936 – Varșovia (Polonia)
- 1937 – Paris (Franța)

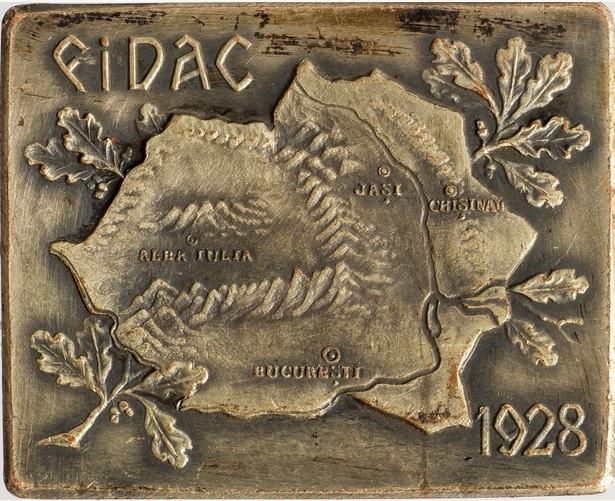
Placheta lansată cu ocazia Congresului FIDAC de la București din anul 1928

- 1938 – București (România) (25 sept. – 2 oct. 1938)

Declanșarea celui de-Al Doilea Război Mondial, ca urmare a invadării Poloniei la 1 septembrie 1939, a dus la anularea congresului programat (în SUA) pentru sfârșitul anului 1939. Consiliul de conducere și-a continuat întrunirile la sediul din Paris, ultima dintre acestea având loc în martie 1940. Câteva săptămâni mai târziu Franța a fost invadată de puterile Axei și existența FIDAC a fost practic încheiată.

## Președinții FIDAC

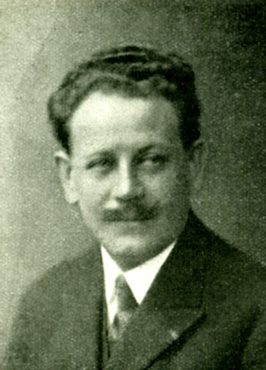
Charles Bertrand

Președintele FIDAC era ales la fiecare congres anual.
După Charles Bertrand, primul președinte al FIDAC (1920–1924), au urmat în funcția de președinte:
- Colonel Thomas W. Miller (SUA) 1924–1925;
- Lt.-colonel George R. Crosfield (Marea Britanie) 1925–1926;
- Marcel Héraud (Franța) 1926–1927;
- Comm. Nicola Sansanelli (Italia) 1927–1928;
- Achille Reisdorff (Belgia) 1928–1929;
- Lt.-colonel Fred W. Abbot (Marea Britanie) 1929–1930;
- Lt.-colonel Milan G. Radossavlevitch (Jugoslavia) 1930–1931;
- Maior Edward L. White (SUA) 1931–1932;
- General Roman Gorecki (Polonia) 1932–1933;
- Victor Cădere (România) 1933–1934;
- Jean Desbons (Franța) 1934–1935 și alții. [8]

Fiecare țară era reprezentată în consiliul de conducere de un vicepreședinte ales de respectiva secție națională.
Din păcate, federația nu a supraviețuit celui de-Al Doilea Război Mondial. Activitatea ei a fost continuată ulterior de Federația Mondială a Foștilor Veterani de Război, înființată după terminarea celui de-al doilea război mondial, în anul 1950 tot la Paris și având ca motto: „Nimeni nu poate vorbi mai elocvent pentru pace decât cei care au luptat în război.”

## Galerie de imagini

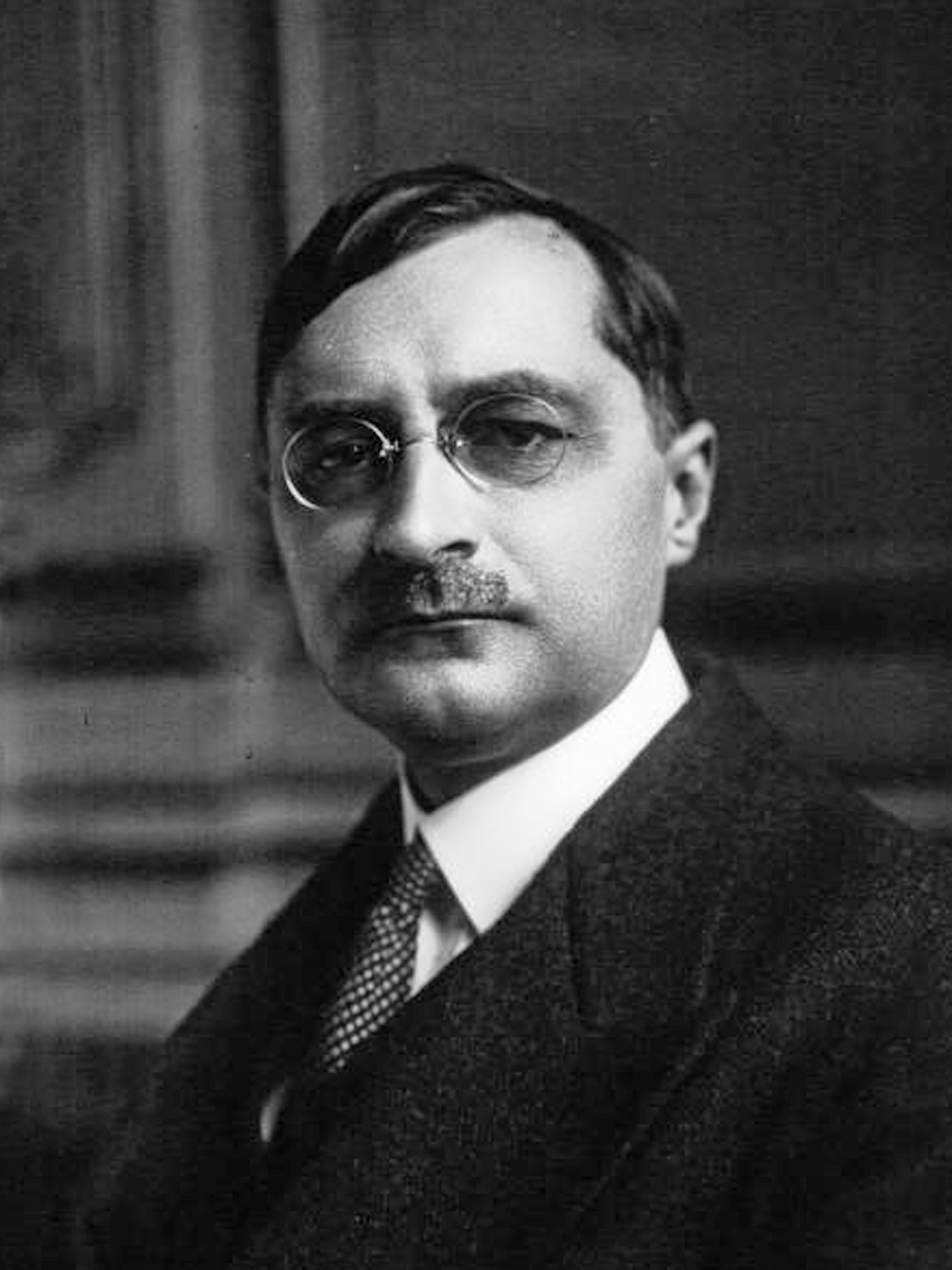
Marcel Héraud
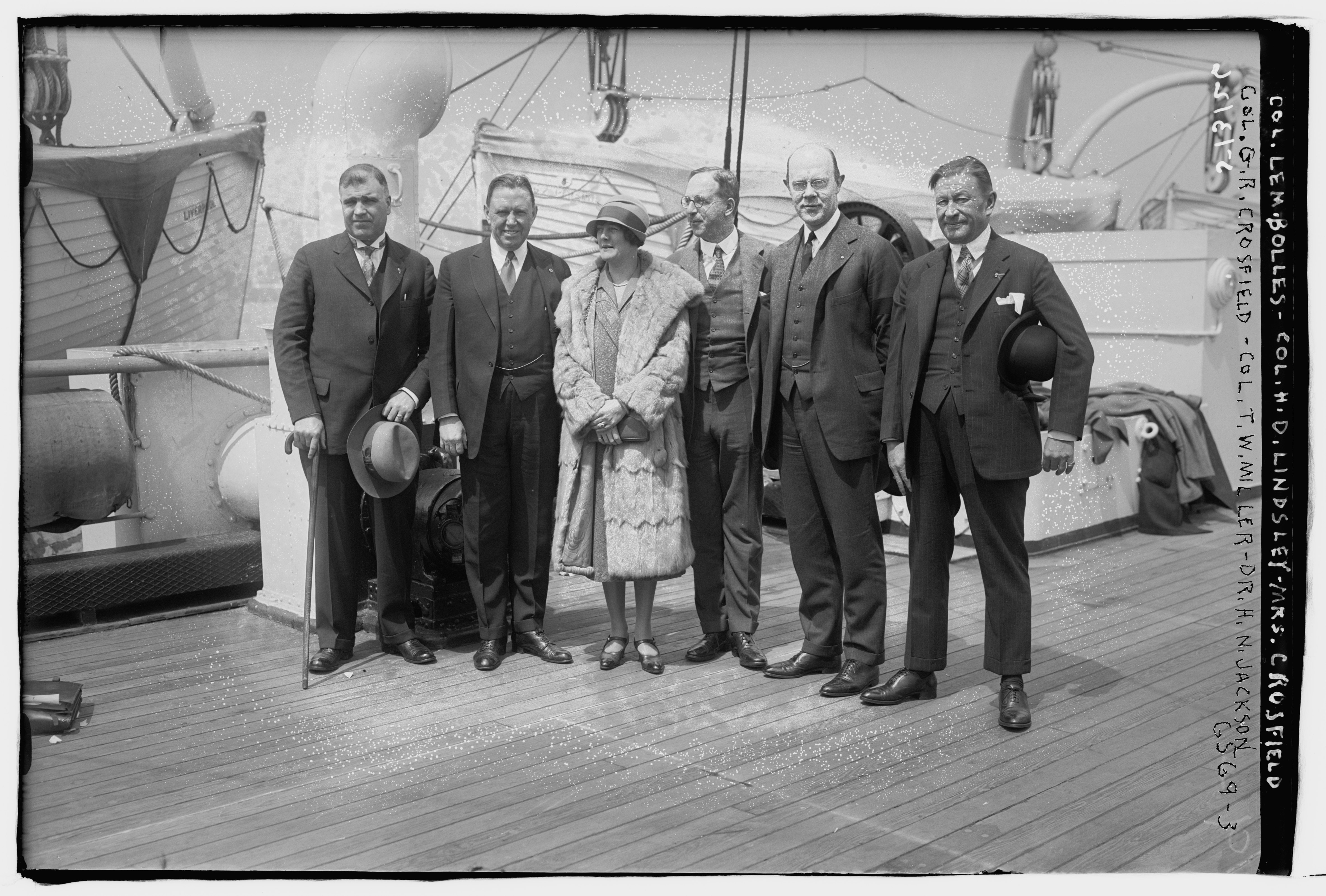
Crosfield, Miller, Bolles în 1926
Sansanelli, White și președintele SUA C. Coolidge în 1929
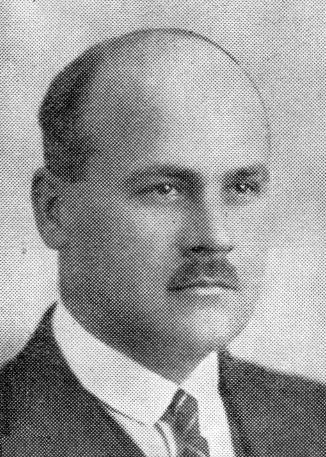
Victor Cădere